# Chhuikadan
Chhuikadan eller Chhuikhadan var ett indiskt furstendöme, som grundlades 1750, när positionen som zamindari gavs åt Mahant Rup Das av Madhoji Bhonsle. I dag är furstendömet en del av den indiska delstaten Madhya Pradesh.

## Härskare

### Mahant
- 1750 - 1780, Rup Dâs
- 1780 - ?, Tulsi Dâs
- ? - 1845, Balmakund Dâs
- 1845 - 1887, Lakshman Dâs
- 1887 - 1896, Shyam Kishor Dâs
- 1897 - 1898, Radha Ballabh Kishor Dâs
- 1898 - 1903, Digvijay Yugal Kishor Dâs
- 1903 - 1947, Bhudav Kishor Dâs